# Trail Side
Trail Side – jednostka osadnicza w Stanach Zjednoczonych, w stanie Kolorado, w hrabstwie Morgan.